# Grand-Aigueblanche
Grand-Aigueblanche é uma comuna francesa na região administrativa de Auvérnia-Ródano-Alpes, no departamento da Saboia. Estende-se por uma área de 27.33 km². Em 2010 a comuna tinha 3 929 habitantes (densidade: 143,8 hab./km²).
Foi criada em 1 de janeiro de 2019, após a fusão das antigas comunas de Aigueblanche (sede da comuna), Le Bois e Saint-Oyen.